# اجساد ممتاز
اجساد ممتاز(انگلیسی: Excellent Cadavers) با نام اصلی قُضات (ایتالیایی: I giudici) تله‌فیلمی ایتالیایی به کارگردانی ریکی توناتسی است که در سال ۱۹۹۹ منتشر شد. این فیلم تلویزیونی دربارهٔ زندگی قاضی مشهور ایتالیایی جووانی فالکونه است.

## بازیگران
- چاز پالمینتری در نقش جووانی فالکونه
- اف. موری آبراهام در نقش تومازو بوشتا
- جوزپه چدرنادر نقش سالواتوره رینا
- تونی اسپراندئو
- آنا گالینا
- اَندی لوئوتو
- لینا ساستری
- آرنولدو فوآ
- ایوو گارانی
- جانمارکو تونیاتسی
- پیرفرانچسکو فاوینو
- ماتیا اسبراجا
- فرانچسکو بنینیو
- پائولو پائولینی
- ویکتور کاوالو
- لوئیجی ماریا بوروآنو